# Arnold Segeberg
Arnold Segeberg (* in Greifswald; † 1506 in Stralsund) war ein deutscher Jurist und Hochschullehrer.
Arnold Segeberg war der Sohn von Bertold Segeberg († 1460) und einer Tochter des Ratsherrn Jakob von Grimmen. Er wurde im Frühjahr 1465 an der Universität Greifswald und im Sommer 1466 an der Universität Rostock immatrikuliert. 
Er wurde Professor der Rechte und im Frühjahr 1479, im Herbst 1481 und 1483 Rektor der Greifswalder Universität. Danach wurde er nach Rostock berufen, wo er 1486, 1491 und 1493 Rektor war. Im Jahr 1500 ging er nach Stralsund und war dort bis zu seinem Tode 1506 Ratsherr.